# Герб Чернушинского района
Герб Черну́шинского района — официальный символ Чернушинского муниципального района Пермского края Российской Федерации.
Ныне действующий герб Чернушинского района утверждён Решением Земского Собрания Чернушинского муниципального района от 27.08.2010 года № 357.

## Описание герба
«В рассечённом лазоревом и серебряном поле с повышенной чёрной волнистой оконечностью, дважды нитевидно пробитой в цвет поля, выходящее из верхнего угла на четверть золотое солнце с пламенеющими лучами»

## История

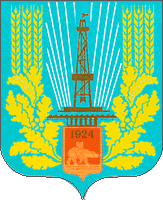
Герб Чернушки (1996 год)

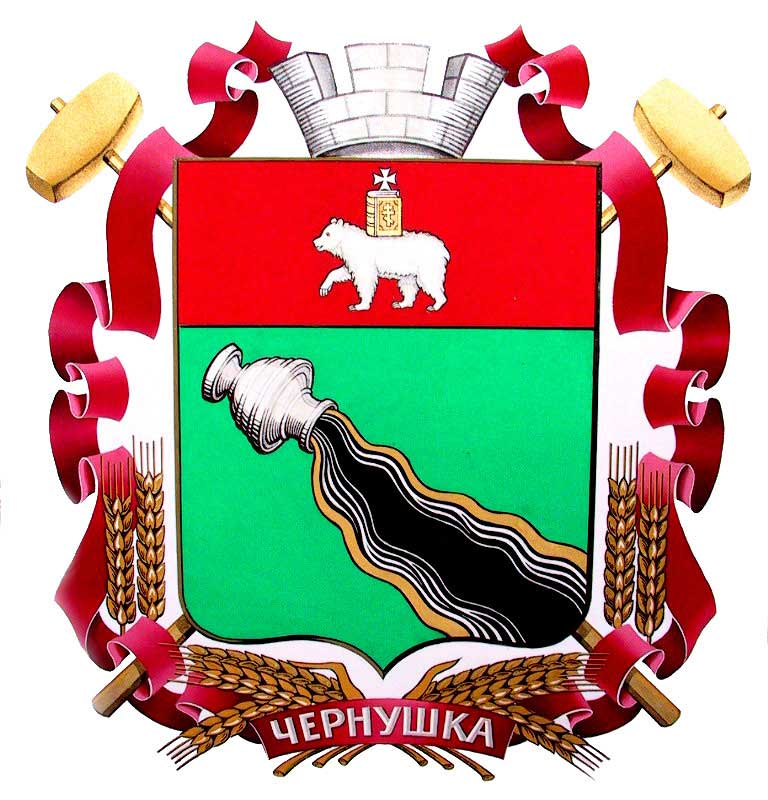
Герб Чернушинского района (2001 год)

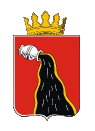
Герб Чернушинского района (2008 год)

Первый герб Чернушинского района был утверждён Решением Земского Собрания от 2 апреля 1996 года М2104: в лазоревом поле чёрная нефтяная вышка, из-за которой выходит золотые солнечные лучи, все это обрамлено венком из золотых дубовых листьев и колосьев, в нижней части венка герб Перми с цифрой «1924» в главе щитка.
Следующий герб Чернушинского района был утверждён Решением Земского Собрания Чернушинского района от 13 июля 2001 года № 105 «О гербе города Чернушки». Описание герба: По зеленому полю из серебристого сосуда изливается волнистая, чёрного цвета струя в золотом обрамлении. Геральдический щит увенчан серебряной трехбашенной короной. Щит обрамляют золотые колосья, вплетенные в ленту и два накрест положенные молота. В верхней части щита на красном поле фигура медведя с Евангелием на спине.
В конце 2007 года Администрация Чернушинского района направила в Государственный геральдический регистр Российской Федерации все необходимые документы для регистрации. Было получено заключение, согласно которому ввиду нарушения основных правил геральдики, официальная атрибутика Чернушинского района зарегистрирована быть не может. Были внесены изменения во флаг и герб Чернушинского района. С изображения герба исчезло все внешнее обрамление — молот, лента, колосья, корона, а также медведь, символ принадлежности к Пермскому краю. Остался лишь щит с кувшином, из которого изливается поток чёрного цвета. Флаг должен соответствовать гербу, но чтобы все прямоугольное полотнище не было темно-зелёного цвета, решено было изменить фон герба.
Решением Земского Собрания Чернушинского района от 26.09.2008 № 95 "Об утверждении положений о гербе и флаге муниципального образования «Чернушинский муниципальный район» был утвержден герб района со следующим описанием: «В червленом (красном) поле во главе справа наклоненный серебряный кувшин, в столб изливающий черный волнистый поток, окаймленный узким золотом. В вольной части — допускается изображение герба Пермского края. Щит увенчан золотой муниципальной короной установленного образца».
Автор герба — Николаев Ю. К. Художник — Юрчатов Ю. М.